# 歐耀興
歐耀興（英語：Ben Au Yiu-Hing，1970年12月1日—），前香港無綫電視編導、監製以及香港電視網絡總導演。

## 簡歷
歐耀興曾就讀聖公會林護紀念中學。1993年，歐耀興加入香港無綫電視，並擔任助理編導，後於1997年升任編導。
2012年，歐耀興跳槽至香港電視網絡，並擔任《我阿媽係黑玫瑰》及《驚異世紀》總導演。
後於2014年，歐耀興返回無綫電視，並於2015年，歐耀興晉升為監製，首部監製的劇集是《完美叛侶》。
2020年2月2日，歐耀興離職香港無綫電視，《大酱园》是為其在無綫電視的最後一部作品。

## 歷年職務
無線電視時期（1993年-2012年、2014年至2020年）
- （1993年-2020年）電視劇助理編導、編導、監製

香港電視網絡時期（2012年-2014年）
- （2012年-2014年）總導演

## 助理編導／編導列表

### 電視劇（無綫電視）
- 1994年：《射鵰英雄傳》 《笑看風雲》
- 1995年：《神鵰俠侶》
- 1996年：《笑傲江湖》
- 1997年：《皇家反千組》 《天龍八部》
- 1998年：《鹿鼎記》 《離島特警》
- 2000年：《碧血劍》 《金裝四大才子》
- 2002年：《皆大歡喜》 《談判專家》
- 2004年：《陀槍師姐IV》 《翡翠戀曲》
- 2005年：《甜孫爺爺》 《Yummy Yummy》 《鴨寮街的金蛋》
- 2006年：《人生馬戲團》
- 2007年：《強劍》《通天幹探》
- 2008年：《最美麗的第七天》 《與敵同行》
- 2009年：《烈火雄心3》
- 2010年：《秋香怒點唐伯虎》 《蒲松齡》 《情越雙白線》 《讀心神探》
- 2011年：《Only You 只有您》 《真相》 《紫禁驚雷》
- 2012年：《盛世仁傑》
- 2014年：《我們的天空》 《叛逃》
- 2015年：《張保仔》
- 2018年：《翻生武林》
- 2019年：《她她她的少女時代》 《丫鬟大聯盟》
- 2020年：《大酱园》

## 總導演列表

### 電視劇（香港電視網絡）
- 2015年：《我阿媽係黑玫瑰》 《驚異世紀》

## 監製列表

### 電視劇（無綫電視）
- 2016年：《完美叛侶》
- 2017年：《燦爛的外母》
- 2018年：《翻生武林》
- 2019年：《丫鬟大聯盟》

## 曾常用演員
只計在任總導演及監製時期，含參與客串，*為前TVB合約藝人
- 4部：湯洛雯
- 3部：林嘉華*、吳沚默、張國強、衛志豪
- 2部：黃智賢、簡慕華*、朱敏瀚、姚瑩瑩、張彥博、楊卓娜、雪妮*、泰臣、郭峰*、駱應鈞*、喬寶寶*

## 外部連結
- 歐耀興在豆瓣上的资料（简体中文）